# Typologia rybacka jezior
Typologia rybacka jezior – powszechnie przyjęta w rybactwie śródlądowym w Polsce, klasyfikacja typów jezior, opracowana przez Instytut Rybactwa Śródlądowego im. Stanisława Sakowicza w Olsztynie – podział jezior ze względu na ich charakterystykę ogólną.
Wyróżnia się następujące typy jezior:
- typ sielawowy
- typ leszczowy
- typ sandaczowy
- typ linowo-szczupakowy
- typ karasiowy

Typy sandaczowy i karasiowy bywają często pomijane. Podział ten jest mocno uproszczony, gdyż wiele jezior wykazuje jednocześnie cechy więcej niż jednego typu.

## Typ karasiowy
Typ karasiowy – jeziora płytkie (do 6 m), ze znaczną warstwą osadów mułowych, intensywnie rozwiniętą roślinnością (zwłaszcza brzegową) i bardzo małą przejrzystością wody. Typowy gatunek to karaś. Produkcja rybacka dochodzi do ok. 20 kg/ha. Latem lub podczas długiej i ostrej zimy, której towarzyszy pokrywa lodowa, występuje przyducha.
W jeziorach takich z różnych przyczyn dochodzi często do zachwiania równowagi drapieżnik-ofiara i karlenia nadmiernie rozwiniętej populacji ryb – zwłaszcza płoci, leszcza, krąpia, wzdręgi i uklei. W przypadku nagłego wzrostu temperatury wiosną następuje szybkie nagrzewanie się wody, co skutkuje jednoczesnym tarłem wielu gatunków ryb karpiowatych. Stąd częściej niż w innych jeziorach spotkać można tutaj mieszańce międzygatunkowe.

## Typ leszczowy
Typ leszczowy – jeziora dość głębokie (z reguły 12–20 m, do 35 m), z mulistym dnem, intensywnie rozwiniętą roślinnością i średnią lub dużą przejrzystością wody (do 1,5-5 m). Przy dnie często zachodzi anoksja. Typowe gatunki ryb to leszcz, lin, płoć, krąp, wzdręga, ukleja, szczupak, sandacz, okoń, węgorz, jazgarz, czasem sielawa lub stynka. Zoobentos tworzą głównie Chironomus plumosus i Tubifex, a w głębszych strefach Corethra. Produkcja rybacka w tym typie jeziora osiąga 10-70 kg/ha.
Przykładem tego typu jeziora jest Jezioro Łagowskie w gminie Łagów w powiecie świebodzińskim.

## Typ linowo-szczupakowy
Typ linowo-szczupakowy – jeziora dość płytkie (zwykle do 6 m, niekiedy do 20 m), z silnie mulistym dnem, intensywnie rozwiniętą roślinnością i małą przejrzystością wody (0,5-2 m, rzadziej do 5m). Typowe gatunki ryb to lin, szczupak, płoć, węgorz, jazgarz, karaś. Zoobentos tworzą Chironomidae i Ceratopogonidae i Corethra. Częsta anoksja w głębszej warstwie, zimą powodująca przyduchę. Produkcja rybacka w tym typie jeziora wynosi 5-20 kg/ha.

## Typ sandaczowy
Typ sandaczowy – jeziora średnio głębokie (z reguły 6–12 m, do 30 m), z mulistym dnem, intensywnie rozwiniętą roślinnością wynurzoną, i nieco mniej rozwiniętą roślinnością podwodną oraz średnią przejrzystością wody (10-80 cm). W hypolimnionie typowa jest anoksja ze strefami występowania siarkowodoru w najgłębszych miejscach. Typowe gatunki ryb to leszcz, lin, ukleja, sandacz, węgorz, szczupak, płoć, wzdręga, karp, okoń, jazgarz. Zoobentos tworzą Ceratopogon i Corethra, mniej licznie Chironomus plumosus i Tubifex. Produkcja rybacka w tym typie jeziora osiąga 10-40 kg/ha.

## Typ sielawowy
Typ sielawowy – jeziora charakteryzujące się dużą głębokością (z reguły ponad 20 m), twardym dnem, piaszczystymi brzegami porośniętymi skąpą roślinnością i znaczną przejrzystością wody (do 2–10 m). Przy dnie jest mało rozpuszczonego tlenu, ale nie zachodzi pełna anoksja. Typowe gatunki ryb to: sielawa, stynka, ukleja, sieja, płoć, okoń, leszcz, krąp, szczupak, miętus pospolity. W zoobentosie występują Tubifex, Tanytarsus, Sergentia. Monodiamesa, Chironomus bathophilus. Produkcja rybacka w tym typie jeziora wynosi 10-40 kg/ha.
Przykładem tego typu jeziora jest Ciecz.